# Тодор Лазаревић
Тодор Лазаревић (Босански Нови, 1887 – Бањалука 22. март 1938) био је српски и југословенски правник, доктор правних наука и четврти бан Врбаске бановине.

## Биографија

### Младост, образовање и рана каријера
Рођен је 1887. године у Лешљану код Босанског Новог. Имао је браћу Михајла и Лазара, као и сестре Станку, Ану и Мару.
Након завршене гимназије, уписао се на студије права у Бечу. Тамо се упознао са Владимиром Гаћиновићем, идеологом Младе Босне и отпочео са њим интелектуална дружења. Писао је за српске националне омладинске листове Српска ријеч, Отаџбина, Босанска Вила, Бранково коло, Зора... Стекао је титулу доктора правних наука и запослио се као судијски приправник, а потом и судија у Сарајеву. Од 1913. до 1918. године је радио као референт Земаљске владе Босне и Херцеговине, а потом од 1918. до 1920. године у Земаљској влади Покрајине БиХ.

### Политичка каријера
Од 1920. године напушта судијски посао и прелази у адвокатуру. Приступио је Народној радикалној странци. Касније се придружио Југословенској радикалној заједници др Милана Стојадиновића. Као њен кандидат, биран је за народног посланика на парламентарним изборима 8. новембра 1931. и 5. маја 1935. године.
Указом краљевских намесника од 25. децембра 1937. године, именован је за бана Врбаске бановине. У тренутку избора за бана Врбаске бановине, боловао је од ангине пекторис и лежао је у постељи. Опоравио се и преузео дужност, али је крајем фебруара 1938. године дошло до озбиљног погоршања здравља његових зуба, због чега је један зуб морао извадити. Та болест је ушла у тежу фазу и проузроковала пнеумонију, а која је даље отежала рад срца.
Умро је 22. марта 1938. године у Банским дворима у Бањалуци. Сахрањен је 23. марта на српском православном гробљу у Бањалуци, а погребу су присуствовали министар шума и руда Богољуб Кујунџић и министар социјалне политике и народног здравља Драгиша Цветковић.
Иза њега су остали супруга Нада и син Предраг Гуга Лазаревић. Током Другог светског рата, услед усташког терора, Нада Лазаревић је са породицом избегла у Београд и пренела део заоставштине свог супруга.